# サンフアン・カピストラノ
サンフアン・カピストラノ（San Juan Capistrano）は、アメリカ合衆国カリフォルニア州のオレンジ郡にある都市。人口は3万5196人（2020年）。

## 歴史
1776年にスペイン人宣教師が設立した「サンフアン・カピストラノ伝道所」によって町の歴史が始まった。カリフォルニア・ミッションの一つであり、この地域のカトリック布教活動の拠点となった。教会は1806年に石造りの堅牢な建物に建て替えられたが、1812年の大地震で大破した。教会を再建する試みはあったが、資金不足のため実行できなかった。教会は廃墟の状態で放置された。
1986年になって隣接地に「サンフアン・カピストラノ教会」（en:Mission Basilica San Juan Capistrano）が建設された。

## 交通
サンフアン・カピストラノ駅にはメトロリンクとアムトラックの列車が停車する。元々はサンタフェ鉄道が1894年に建設した駅である。創建時の赤レンガの駅舎が現在も使われている。

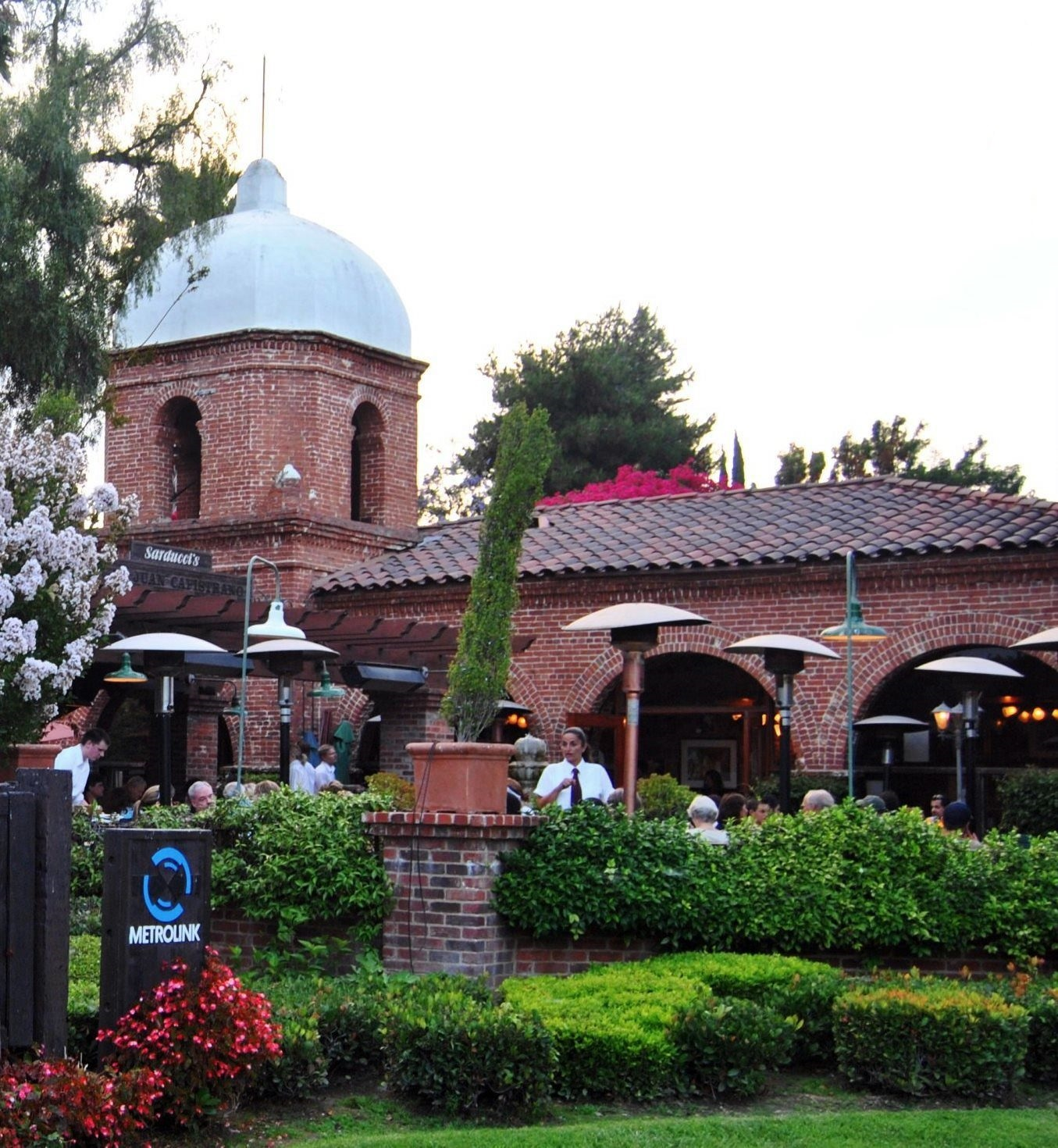
サンフアン・カピストラノ駅